# سيفدا شينير
الأستاذة الدكتورة سيفدا شينير (ولدت في عام 1928 في مدينة إسطنبول وتوفت في 22 يوليو عام 2014) كاتبة تركية ومعلمة.
عُرفت سيفدا شينير بلقب "فنان الفنانين" في العالم المسرحي. أتمت تعليمها الابتدائي في محافظات مختلفة. وعقب أن أنهت سيفدا شينير تعليمها الثانوي في اسكيشهر وأنقرة تخرجت في عام 1956 من قسم اللغة الإنجليزية وأدابها بكلية اللغة والتاريخ والجغرافيا بجامعة أنقرة. وبعد عامين بدأت سيفدا شينير العمل كمساعد مدرس في قسم المسرح الذي أفُتتح في المدرسة نفسها. وشاركت سيفدا في النداوات والمحاضرات وهي كانت على فترتين في قسم الدراما بجامعة بريستول بإنجلترا وفترة واحدة في معهد العلوم المسرحية بجامعة فيينا بالنمسا. ولٌقبت سيفدا في عام 1962 بلقب الطبيب، وفي عام 1967 بلقب الأستاذ المساعد، وفي عام 1972 بلقب الأستاذ. وفي عام 1995 تقاعدت سيفدا شينير عن منصبها برئاسة قسم المسرح بكلية اللغة والتاريخ والجغرافيا بجامعة أنقرة. شارت سيفدا شينير في نداوات، واجتماعات مفتوحة، ونقاشات عقدتها العديد من المحافظات والجامعات والمؤسسات الفنية والثقافات المتنوعة. قدمت مذاكرات ومحاضرات أيضاً. ألقت خطُبتها بالراديو والتلفزيون. قامت بالتدريس في العديد من الموضوعات مثل " نظريات المسرح، وفن التمثيل المسرحي، والنظريات النقدية، والجمالية، والفن المعاصر، والمسرح الحديث وما بعد الحديث. كتبت سيفدا شينير العديد من المقالات والكتب والانتقادات كما أنها في هذه الفترة قد ألقت محاضرات في جامعة بيلكنت. حازت الكاتبة سيفدا شينير على العديد من الجوائز في مختلف الفروع. كانت الأستاذة سيفدا شينير عضواً مؤسساً لرابطة نقاد المسرح.
و توفت سيفدا شينير في 22 يوليو عام 2014.

## جوائزها
•	المهرجان الدولي لمسرح أنقرة، 2004 ، جائزة العمل
•	جوائز مسرح عفيفة الثالثة، 1999 ، جائزة محسن ارطغرل أوزل: واصلت سيفدا شينير طريقها بشكل ناجح في مجال المسرح على مدار حياتها وهي إحدى الأشخاص الذين ساهموا في الفن المسرحي.

## أعمالها
•	المزاح والحقيقة، 2007، دار نشر دوست، ISBN 978-975-298-315-1
• 	نقد مسرحية «لا تزال آثاره»، 2006، دار نشر العالم، ISBN 978-975-304-287-1
•	المسرح التركي في مرحلة التطور، 2003، دار نشر ألكيم، ISBN 978-975-6363-12-6
•	فن الدراما، الفن الذي يختبر الإنسان في الممرات، 2003، دار نشر ميتوس – بويوت، ISBN 978-975-8648-40-5
•	(بعد محمد بايدور) وداعاً يا أيها العالم ومرحباً بالكون، 2002 ، دار نشر ميتوس – بويوت، ISBN 978-975-8648-17-7
•	فن الدراما في نقطة الانحدار، 2001، دار نشر دوست، ISBN 978-975-8457-99-1
•	الفكر المسرحي من الأمس إلى اليوم، 1998 ، دار نشر دوست، ISBN 978-975-7501-16-9
•	المسرح التركي في عام 1975 بالجمهورية، دار نشر الثقافة ببنك تركيا، ISBN 975-458-135-5
•	فن الدراما في نقطة الانحدار، 1997 ، دار نشر يابي كريدي، ISBN 975-363-703-9
•	من الهزل إلى الفكر، 1993 ، دار نشر جوندوغان، ISBN 975-520-072-X

## مقالاتها ومذاكراتها
•	«صور المرأة في الدراما التركية كما يتضح من مسرحيات عدالت أغا أوغلو» (مجلة الأدب التركي، مركز جامعة بلكنت للآداب التركية، 2005. S 85-92.
•	«شجرة الزيزفون»، الروايات الجميلة، بينير، جميع معارض توياب، A.Ş. 2005. S:73-82.
•	«التأثر الأخلاقي لكاتب المسرح من الكلاسيكية إلى الحداثة»، إردم، مجلة مركز أتاتورك الثقافي، مجلد 15، العدد 44، سبتمبر 2005. S: 73-82.
•	«تأملات الهوية الثقافية في المسرح»، الثقافة والهوية التركية، دار نشر جامعة الثقافة بإسطنبول، 2006. S: 136-157.
•	«المسرح», تاريخ الأدب التركي، مجلد، دار نشر وزارة الثقافة والسياحة التركية، 2006. S. 181-210
•	«عالم شكسبير»، تحية للأستاذ أويا بشاك، دار نشر جامعة البوسفور، 2005. S: 379-385.
•	«التفسير السليم والإبداع في النقد الفني»، الندوة الوطنية الثامنة للفنون 18 – 20 أكتوبر 2006، دار نشر جامعة هاستين وكلية الفنون الجميلة، 2006. S: 581-588.
•	«الزمان والمكان في الفن المسرحي»، أعُطت كمذاكرات في الندوة التي عٌقدت بكلية الهندسة المعمارية في جامعة إسطنبول الفنية. نوفمبر 2005.
•	«العاصفة»، مجلة مسرح الدولة بأضنة، 2005
•	«حلم ليلة بمنتصف الصيف»، مجلة مسرح الدولة بأنقرة، 2005 – 2006.
•	«أيام سعيدة – نهاية المسرحية»، مجلة المسرح، يوليو 2006.
•	«المأساة التي عرضت توقيع المدير: أنتيجون»، مجلة المشاهد، 2006.
•	«حينما إلتف الحريق حول المدخنة»، مجلة المسرح......

## وصلات خارجية
•	نقد الكاتبة لمسرحية دائرة الطباشير القوقازية.
•	مقالة الكاتبة بعنوان «كيف مسرح الأطفال».